# Spiza americana
Spiza americana là một loài chim trong họ Cardinalidae.